# 图伊利
图伊利（義大利語：Tuili），是意大利撒丁大区南撒丁省的一个市镇。总面积24.5平方公里，人口1094人，人口密度44.7人/平方公里（2009年）。ISTAT代码为106022。